# Olympische Sommerspiele 2012/Teilnehmer (Burkina Faso)
| Gelbes Symbol für Goldmedaillen mit stilisierten Olympischen Ringen | Graues Symbol für Silbermedaillen mit stilisierten Olympischen Ringen | Braundes Symbol für Bronzemedaillen mit stilisierten Olympischen Ringen |
| ------------------------------------------------------------------- | --------------------------------------------------------------------- | ----------------------------------------------------------------------- |
| —                                                                   | —                                                                     | —                                                                       |

Burkina Faso nahm in London an den Olympischen Spielen 2012 teil. Es war die insgesamt achte Teilnahme an Olympischen Sommerspielen.
Fahnenträgerin bei der Eröffnungsfeier war die Judoka Sévérine Nébié.

## Teilnehmer nach Sportarten

### Judo
| Athleten       | Wettbewerb       | 1. Runde | 1. Runde | 2. Runde | 2. Runde | Achtelfinale           | Achtelfinale | Viertelfinale | Viertelfinale | Hoffnungsrunde Halbfinale | Hoffnungsrunde Halbfinale | Halbfinale    | Halbfinale    | Hoffnungsrunde Finale | Hoffnungsrunde Finale | Finale        | Finale        | Rang |
| Athleten       | Wettbewerb       | Gegner   | Ergebnis | Gegner   | Ergebnis | Gegner                 | Ergebnis     | Gegner        | Ergebnis      | Gegner                    | Ergebnis                  | Gegner        | Ergebnis      | Gegner                | Ergebnis              | Gegner        | Ergebnis      | Rang |
| -------------- | ---------------- | -------- | -------- | -------- | -------- | ---------------------- | ------------ | ------------- | ------------- | ------------------------- | ------------------------- | ------------- | ------------- | --------------------- | --------------------- | ------------- | ------------- | ---- |
| Frauen         |                  |          |          |          |          |                        |              |               |               |                           |                           |               |               |                       |                       |               |               |      |
| Séverine Nébié | Klasse bis 63 kg | Freilos  | Freilos  | –        | –        | Elisabeth Willeboordse | 0001-110     | ausgeschieden | ausgeschieden | ausgeschieden             | ausgeschieden             | ausgeschieden | ausgeschieden | ausgeschieden         | ausgeschieden         | ausgeschieden | ausgeschieden | 9    |

### Leichtathletik
Laufen und Gehen
| Athleten       | Wettbewerb   | Vorlauf | Vorlauf | Runde 1 | Runde 1 | Halbfinale    | Halbfinale    | Finale        | Finale        | Rang |
| Athleten       | Wettbewerb   | Zeit    | Rang    | Zeit    | Rang    | Zeit          | Rang          | Zeit          | Rang          | Rang |
| -------------- | ------------ | ------- | ------- | ------- | ------- | ------------- | ------------- | ------------- | ------------- | ---- |
| Frauen         |              |         |         |         |         |               |               |               |               |      |
| Marthe Koala   | 100 m Hürden | –       | –       | 13,91 s | 8       | ausgeschieden | ausgeschieden | ausgeschieden | ausgeschieden | 39   |
| Männer         |              |         |         |         |         |               |               |               |               |      |
| Gerard Kobeane | 100 m        | 10,42 s | 1       | 10,48 s | 6       | ausgeschieden | ausgeschieden | ausgeschieden | ausgeschieden | 43   |

### Schwimmen
| Athleten           | Wettbewerb    | Vorlauf | Vorlauf | Halbfinale    | Halbfinale    | Finale        | Finale        | Rang |
| Athleten           | Wettbewerb    | Zeit    | Rang    | Zeit          | Rang          | Zeit          | Rang          | Rang |
| ------------------ | ------------- | ------- | ------- | ------------- | ------------- | ------------- | ------------- | ---- |
| Frauen             |               |         |         |               |               |               |               |      |
| Angelika Ouedraogo | 50 m Freistil | 32,19 s | 2       | ausgeschieden | ausgeschieden | ausgeschieden | ausgeschieden | 63   |
| Männer             |               |         |         |               |               |               |               |      |
| Adama Ouedraogo    | 50 m Freistil | 25,26 s | 2       | ausgeschieden | ausgeschieden | ausgeschieden | ausgeschieden | 41   |